# グラント郡区 (アイオワ州ブエナビスタ郡)
グラント郡区は、アメリカ合衆国、アイオワ州、ブエナビスタ郡にある16の郡区の一つである。2000年の国勢調査で、人口は297人だった。

## 地理
グラント郡区は、93.6平方キロメートル（36.12平方マイル)で、組み込まれている自治体(incorporated settlements)は存在しない。アメリカ地質調査所によると、この郡区はSaint Johns Church of ChristとZion Lutheranの2つの霊園が含まれる。